# Окрог (Шентюр)
Окрог (словен. Okrog) — поселення в общині Шентюр, Савинський регіон, Словенія. 
Висота над рівнем моря: 332,5 м.